# Qasr al-Azraq

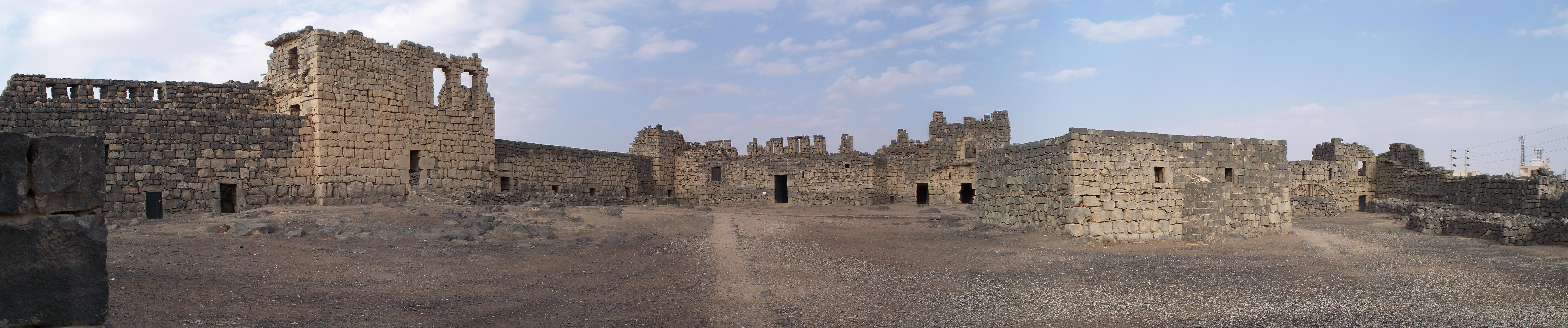
Die Ruinen des Qasr al-Azraq. Der römische Bestand ist heute weitgehend durch spätere Umbaumaßnahmen verändert

Qasr al Azraq, lateinisch möglicherweise Basianis, Basienis, Basienisa, Dasianis oder Amatha (arabisch قصر الأزرق, DMG Qaṣr al-Azraq, deutsch Blaue Festung), in der Literatur auch als Azraq Duruz bekannt, ist ein römisches und byzantinisches Militärlager am vorderen Limes Arabiae et Palaestinae, dessen heutige spätantike Bausubstanz sich im Wesentlichen auf den während der Regierungszeit des Kaisers Diokletian (284–305) errichteten Quadriburgus zurückführen lässt. Das Kastell entstand als Vorposten in einer unwirtlichen, ariden Klimazone am äußersten östlichen Rand des römischen Imperiums. Die in dieser Fortifikation stationierte, bisher unbekannte Einheit, war nicht nur für die Überwachung und Sicherung der immerwährenden lokalen Wasserquellen in der Oase Azraq zuständig, sondern vor allem auch für die Kontrolle der wichtigen Verkehrswege durch das Wadi Sirhan und die nach Norden, unter anderem in Richtung Damaskus führende römische Straße. Das Kastell war im Zuge der diokletianischen Verwaltungsreformen der neugegründeten Dioecesis Orientis in der Provinz Arabia zugeschlagen worden. Die im Zuge der islamischen Eroberung der Levante erfolgten Nachnutzungen behielten im Wesentlichen den römischen Bestand. Das in der Wüste von Jordanien gelegene Kastell befindet sich heute in der Kleinstadt Al-Azraq rund 80 Kilometer östlich von Amman im Gouvernement Zarqa an der Fernstraße 5. Seit 2007 ist das Kastell ein Teil des auf der Tentativliste zur Aufnahme in das UNESCO-Welterbe stehenden Großraums Azraq. (Welterbe in Jordanien).

## Lage
Das permanent auftretende Wasser der Oase, das auch viele Wildtiere anzog, wurde von Alters her durch Menschen genutzt. Daher finden sich in und um Al-Azraq immer wieder Belege für eine Inanspruchnahme des Areals seit ältester Zeit. So wurden beispielsweise auch am Qasr al-Azraq während der begrenzten Ausgrabungen 2008 Steinwerkzeuge aus der Zeit des Mittelpaläolithikums geborgen. Der Besitz oder die Kontrolle über diesen lebensspendenden Platz inmitten der Wüste führte im Laufe der Jahrhunderte zu mehrfachen Begehrlichkeiten und Eroberungen durch verschiedene Stämme, Völker und Staaten. Al-Azraq liegt am südlichen Rand großer Basaltströme, die sich aus der durch prähistorischen Vulkanismus geprägte Basaltwüste des Jebel ed-Druze durch den südsyrischen Hauran hierher ergossen.
Die Wüstenoase Azraq befindet sich im südlichen Hauran, fast 80 Kilometer südöstlich von Bostra, der römischen Provinzhauptstadt, in der die Legio III Cyrenaica stationiert war sowie rund 80 Kilometer östlich von Amman, der gleichfalls bedeutenden antiken Handelsstadt Philadelphia. Die immerwährende Quellen der Oase versorgten zwei große Wassersammler. Einer wurde neben dem Qasr el-Azraq errichtet und ein zweiter sechs Kilometer südlich bei Azraq Shishan. Dort bestand eventuell auch ein Kleinkastell, dessen mögliche Struktur sich auf einem Luftbild von 1927 abzeichnete und die ab 2016 ohne wissenschaftliche Untersuchung überbaut wurde. Wie der schottische provinzialrömische Archäologe David L. Kennedy 1992 mutmaßte, könnte das Reservoir von Azraq Shishan vielleicht bereits in römischer Zeit angelegt worden sein. Dem gegenüber äußerte er sich 2004, dass dieser Wasserspeicher wohl erst in frühislamischer Zeit entstanden ist. Vom Qasr al-Azraq aus gab es Sichtverbindung zum rund 13,5 Kilometer nordöstlich gelegenen Tell Aseikhin, auf dem ein vorgeschobenes Kleinkastell, der Qasr Aseikhin, das Umland meilenweit überblicken konnte.
Archäologische Forschungen konnten in der östlichen jordanischen Wüste anhand aufgefundener Meilensteine und Straßenabschnitte ein strategisches Engagement während der Regierungszeit des Kaisers Septimius Severus (146–211) für die Jahre 208/210 feststellen. Damals wurde eine Straße von Norden zur Oase Azraq errichtet. Knapp ein Jahrhundert später entstand ein ganzes Straßennetz durch die Wüste und die Basaltlandschaften des südlichen Hauran, das mit Meilensteinen aus der Tetrarchenzeit markiert war. Von der Oase Azraq führte in der Spätantike eine wichtige römische Straße nach Norden, die sich nach etwa 16 Kilometern teilte. Eine Abzweigung führt ins Hinterland nach Nordwesten und lief über den von Hilfstruppen besetzten Garnisonsort Umm el-Quttein, dessen Kastell ohne wissenschaftliche Untersuchung nach 1953 überbaut wurde, nach Bostra. Die andere Abzweigung zog sich entlang der Reichsgrenze nach Norden über das Grenzkastell Deir el-Kahf und den römischen Garnisonsort Mothana, heute Imtan, der bereits in Südsyrien liegt. Über diese Trasse war in ihrem weiteren Verlauf auch die bedeutende Metropole Damaskus zu erreichen. Aufgrund des starken Wachstums der modernen Stadt Al-Azraq haben sich die früher noch sichtbaren Spuren dieser Straße in der unmittelbaren Umgebung des Kastells verloren. Und auch im weiteren Umfeld ist ihr Verlauf unklar. Besonders wichtig war auch die Kontrolle des Wadi Sirhan, an dessen nordwestlichem Beginn sich die Oase Azraq befindet. Das Trockental, eine damalige Haupthandels- und Migrationsroute, verlässt den römischen Grenzbereich sehr schnell und verläuft rund 325 Kilometer in südöstliche Richtung nach Al-Jawf, dem antiken Dumata, wo es in der Nefud-Wüste mündet. Die Römer kontrollierten spätestens um 300 das gesamte Wadi, um Karawanen, die Al-Jawf in Richtung der römischen Reichsgrenze verließen, auf einer gut ausgebauten Route eine sichere Durchreise zu ermöglichen und Feinde abzuhalten. Ein kleiner Vorposten von Dromedar-Hilfstruppen wäre dabei in der Lage gewesen, die Durchfahrt durch das Wadi wirksam zu kontrollieren und die für Reisende wichtige Wasserstelle al-Nabk abu-Qasr zu bewachen. Wie stark die römische Militärpräsenz am Südostende des Wadi Sirhan schon kurz nach der römischen Annexion des Nabatäerreiches während der Regierungszeit des Kaisers Trajan (98–117) im Jahre 106 n. Chr. war, zeigen dort gefundene Inschriften von Kavalleristen und Offizieren. Eine als rechteckiger Wachturm interpretierte Struktur bei Al-Jawf stammte aus nabatäischer Zeit und wurde von der römischen Armee weitergenutzt. In dem kollabierten Bauwerk fanden die Archäologen während der Ausgrabung 2011 eine Schlussmünze aus der Regierungszeit des Kaisers Licinius (308–324).
Seit den 1960er Jahren war der Wasserverbrauch durch die schnell wachsende Hauptstadt Amman so stark gestiegen, dass die Regierung ab diesem Zeitpunkt deren Bedarf durch Abpumpen des natürlichen, rund 75 Quadratkilometer umfassenden Sumpfgebietes von Al-Aztaq deckte. Dieses wertvolle Ökosystem – einst Lebensgrundlage für die Oase – befindet sich südöstlich des Qasr al-Azraq und hat ein rund 12.710 Quadratkilometer großes Wassereinzugsgebiet, in das viele Wadis entwässern. Der uneingeschränkten Ausbeutung der Wasservorräte folgte eine Versteppung des saisonal überfluteten Feuchtgebietes und bedrohte nicht nur die Existenz des dort existierenden bedeutenden Vogelrast- und brutplatzes. Nachdem die Vereinten Nationen 1977 das Sumpfland als besonders schützenswert eingestuft hatten, entstand 1978 auf Veranlassung der Königlichen Gesellschaft für Naturschutz das Azraq-Feuchtgebietreservat. Die ausgetrockneten Zonen wurden wieder bewässert und verschwundene Wildtiere neu angesiedelt. Dennoch können die Folgen der ökologischen Ausbeutung nicht mehr vollständig rückgängig gemacht werden. Von den zahlreichen artesischen Quellen, die noch bis Anfang der 1990er Jahre hervortraten, versiegte als eine der Spätfolgen 1992 die letzte. Daher war das Feuchtgebiet bis 2013 auf ein Zehntel seiner ursprünglichen Größe geschrumpft.

## Forschungsgeschichte
Das spätrömische Kastell von Al-Azraq ist im Westen bereits früh durch die Berichte von Reisenden aus dem 19. Jahrhundert bekannt geworden. Der englische Archäologe Osbert Crawford (1886–1957) besuchte den Platz im November 1928 und beschrieb ihn später als einen überwältigend schönen Ort, den es in dieser Form heute nicht mehr gibt. Crawford berichtete von einer riesigen, schilfbewachsenen Lagune, die von einer immerwährenden Quelle gespeist wurde. Über gelbgrüne Binsen flogen Enten und andere Vögel, den Rande umstellten ein paar Palmen. Crawford entdeckte als erster das frührömische Kastell, in das die wesentlich kleinere spätantike Anlage hineingebaut wurde.
Im August und September 1976 fand eine umfassende Expedition des amerikanischen Provinzialrömischen Archäologen und Keramikspezialisten Samuel Thomas Parker (1950–2021) entlang der jordanischen Sektion des Limes Arabicus statt, die unter dem Namen Survey of the Limes Arabicus bekannt und finanziell durch die American Schools of Oriental Research getragen wurde. Parker sammelte dabei mit einer Mannschaft aus Wissenschaftlern an vielen Fundplätzen, darunter am Qasr al-Azraq, mittels Feldbegehungen hauptsächlich keramisches Material. Ziel war es, durch eine an modernen Maßstäben gemessene Materialauswertung zu einem besseren Verständnis zu gelangen, was den Aufbau und die Entwicklung der römischen Grenzbefestigungen entlang der Wüste betraf. Vom 15. Juli bis zum 18. August 1978 fanden unter der Leitung Kennedys wissenschaftliche Untersuchungen römischer Militäranlagen im Nordosten Jordaniens statt, dabei arbeitete er für zwei Wochen im Kastell, erstellte einen neuen Gesamtplan der Anlage, untersuchte Inschriften und nahm Oberflächenkeramik auf.

## Name

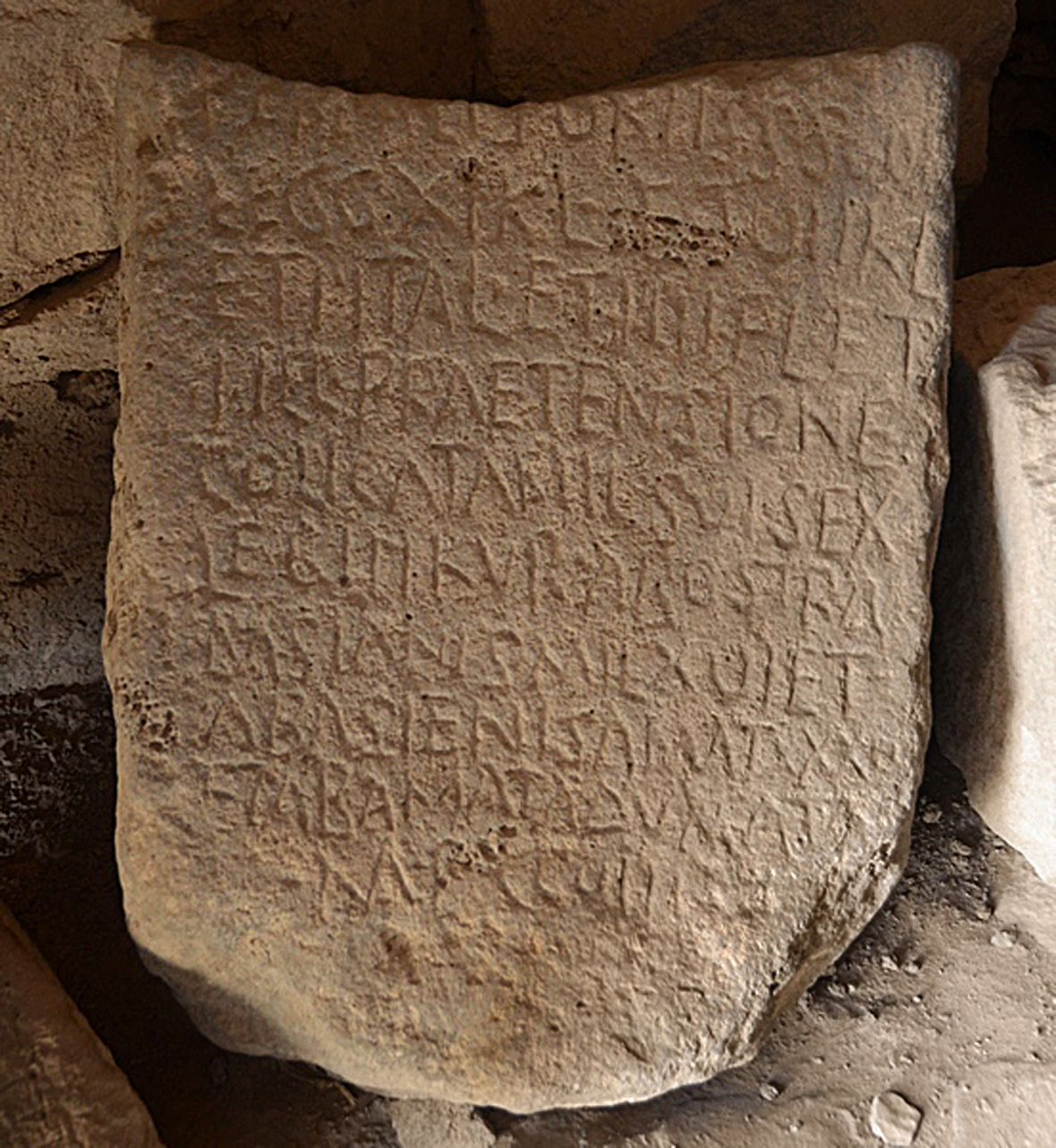
Der in der Wissenschaft viel diskutierte Inschriftenstein

Eine beschädigte Inschrift, möglicherweise aus der Zeit um 300, die eine Schlüsselstellung für einige geographische, historische und archäologische Fragen innehat, gibt höchstwahrscheinlich den antiken Namen von Al-Azraq wieder. Der Stein, der mit Orts- und Entfernungsangaben versehen ist, wurde vermutlich im Kastell beschriftet und aufgestellt.
[-----] PE[---]L[--]V[--]LSSSV[-]

legg(ionum) XI Kl(audiae) et VII Kl(audiae)

et I Ital(icae) et IIII Fl(aviae) et

I Ill(yricorum) praetensione

concata mil(itibus) suis ex

leg(ione) III Kur(enaica)(!) a Bostra

Dasianis m(ilia) p(assuum) LXVI et

a Basienisa m(ilia) p(assuum) XXX

et a Bamata Dumata

m(ilia) p(assuum) CCVIII
Diese Inschrift hat der deutsch-amerikanische Althistoriker Michael P. Speidel 1992 in einer verbesserten Lesung vorgelegt:
[D(omino) n(ostro) Diocletiano ----/

/-----]

per mil(ites) fortiss(imos) suos

legg(ionum) XI Kl(audiae) et VII Kl(audiae)

et I Ital(icae) et IIII Fl(aviae) et

I Ill(yricorum), praetensione

coligata mil(itibus) suis ex

leg(ione) III Kyr(enaica). A Bostra

Basianis m(ilia) p(assuum) LXVI et

a Basienis Amat(a) LXX

et ab Amata Dumata

m(ilia) p(assuum) CCVIII
Übersetzung: Für unseren Herrn Diokletian … durch seine tapfersten Soldaten der Legion XI Claudia und VII Claudia und I Italica und IV Flavia und I Illyricorum, die durch bemannte Vorposten (praetensione coligata) mit seinen Soldaten der Legion III Cyrenaica verbunden waren. Von Bostra nach Basianis 66 Meilen, von Basianis nach Amata 70 Meilen und von Amata nach Dumata 208 Meilen.
Nach Meinung des amerikanischen provinzialrömischen Archäologen und Keramikspezialisten Samuel Thomas Parker (1950–2021) ist die Übersetzung von „praetensione coligata“ als bemannte Vorposten unsicher. Er übersetzte Speidels „Basianis“ zudem unter Vorbehalt mit „Basienis“, war aber ebenfalls überzeugt, dass die Inschrift in die Zeit der diokletianischen Tetrarchie (293–305) gehört. Der Text wurde in der Vergangenheit noch mit leicht abweichenden Lesarten angeboten. So von den beiden Franzosen Constantin Zuckerman, einem Historiker, und Thomas Bauzou, einem Archäologen.
Für Parker belegte der Text die Anwesenheit massierter römischer Armeeverbände, wohl Vexillationen, tief in der Wüstenzone während der von Speidel gleichfalls genannten diokletianischen Regierungszeit. Er stellte fest, dass nur eine der inschriftlich genannten Legionen, die Legio III Cyrenaica, Teil der ständigen Schutztruppe für die Provinz war. Die anderen Legionen, Legio XI Claudia (Provinz Scythia Minor), Legio VII Claudia und Legio IIII Flavia (beide: Provinz Moesia Prima), und Legio I Italica (Provinz Moesia Secunda) stammten alle aus dem unteren Donauraum und nahmen an Diokletians erfolgreicher Niederschlagung des ägyptischen Aufstandes im Jahr 295 teil. Die gleichfalls genannte Legio I Illyricorum wurde entweder bereits während der Regierungszeit des Kaisers Aurelian (270–275) im Jahre 273 in Palmyra (Provinz Syria Phoenice) stationiert, oder erst unter Diokletian. Die Inschrift deutet nach Parker darauf hin, dass die Römer während der Tetrarchie versuchten, die Kontrolle über die gesamte Länge des Wadi Sirhan zu sichern. Ihm fiel auf, dass die Legio IIII Martia, die man unter all diesen Legionen hätte erwarten können, nicht anwesend war. Diese Legion hatte um 300 n. Chr. ihr neuerrichtetes Legionslager Betthorus bezogen und gehörte zu dieser Zeit zur militärischen Hauptmacht in der 295/297 neueingerichteten Provinz Arabia. Dass all diese Vexillationen für den Bau einer Straße herangezogen sein sollen, wie überlegt wurde bleibt spekulativ. Als einzig denkbare Option blieb für Parker 2006 nur ein Bedrohungsszenarium, das von den Sarazenen ausging. Und tatsächlich gibt es literarische Belege dafür, dass Diokletian in dieser Zeit einen Krieg gegen Sarazenen geführt hat. Andererseits schlugen die Franzosen Michel Christol, ein Historiker, und Maurice Lenoir (1946–2010), ein Archäologe, im Jahr 2001 vor, die Inschrift bereits auf das Jahr 273, während der Herrschaftsjahre Aurelians zu beziehen. Dann hätte der gegen einfallende Feinde gerichtete Aufmarsch der Legionen in der jordanischen Wüste im selben Jahr stattgefunden wie die Niederschlagung des Aufstands in Palmyra. Sollte diese Theorie stimmen, so deuten die einige Jahre später unternommenen starken militärischen Anstrengungen Diokletians entlang des Limes Arabicus immer noch auf anhaltende ernsthafte Probleme mit den Nomadenstämmen hin.

## Baugeschichte

### Frührömisches Kastell
Der spätere Standort des Kastells hatte besondere strategische Bedeutung auf Grund seiner verkehrstechnischen Lage inmitten der großen Oase Azraq und ihrer permanenten Süßwasserquellen. Nur durch solche natürlichen Stationen war ein Fortkommen in der Wüste überhaupt möglich. Ursprünglich wurde das Gebiet von Nabatäern bewohnt und fiel mit der Annexion des Nabatäerreiches unter römische Kontrolle. Bereits relativ kurz nach der Machtübernahme durch die Römer könnte das erste Kastell an der Stelle der heutigen Fortifikation entstanden sein. Darauf würden in diesem Falle unter anderem die oben genannten frührömischen militärischen Funde aus Al-Jawf, weniger als zehn Jahre nach der Annexion, hindeuten. Die meisten Archäologen wie Kennedy verbinden die Errichtung des ersten Kastells allerdings mit dem nachweislichen, bereits erwähnten Straßenbau unter Septimius Severus. Wann auch immer die frührömische Anlage mit dem für das Prinzipat typischen Spielkartenformat mit abgerundeten Ecken in Al-Azraq entstanden ist, ihre Reste sind noch bis zum Zweiten Weltkrieg auf Luftbildern dokumentiert worden, und wurden in den 1970er Jahren, ohne wissenschaftliche Untersuchung, überbaut. Crawford sah 1928 von dem ersten Kastell noch teilweise erkennbare Umrisse, die sich durch Reste einer verfallenen Umfassungsmauer aus Steinblöcken abzeichneten. Er glaubte auch, zumindest einen Zugang erkannt zu haben. Anhand von Luftbildern konnte Kennedy eine Größe von mindestens 100 × 125 Metern (= 1,25 Hektar), erfassen. Seiner Meinung nach könnten die Dimensionen aber auch doppelt so groß gewesen sein. Eine Innenbebauung ließ sich anhand der Luftbilder nicht erkennen.

### Spätantiker Quadriburgus
In seinem Geschichtswerk Res Gestae des um 395 verstorbenen Ammianus Marcellinus beschreibt dieser die spätantike Provinz Arabia. Dort gebe es „… hervorragende Möglichkeiten für Handelsbeziehungen und stark ausgebaute große und kleine Kastelle, um die Angriffe der benachbarten Stämme abzuwehren … In diesen Gemeinden befinden sich auch einige große Städte, Bostra und Gerasa sowie Philadelphia, die durch die Stärke ihrer Mauern sehr sicher sind.“ Ammianus betont mit seinen Aussagen ganz besonders die Abhängigkeit des wirtschaftlichen Wohlstands von einem effektiven Grenzschutzsystem und zusätzliche rückwärtige Sicherungsmaßnahmen für die wichtigsten Großstädte.
Die römische Armee war über die Jahrhunderte stetig gezwungen, ihre Grenzbefestigungen weiter auszubauen. Mit den Militärreformen Diokletians und der wachsenden Bedrohung durch das Sassanidenreich erreichten diese Bemühungen einen Höhepunkt. Während dieser Zeit entstand das spätantike Grenzkastell von Azraq aus dem lokal anstehenden schwarzen Basaltgestein über der zuvor aufgelassenen, flächenmäßig größeren frührömischen Fortifikation.

#### Baubestand und Rekonstruktion

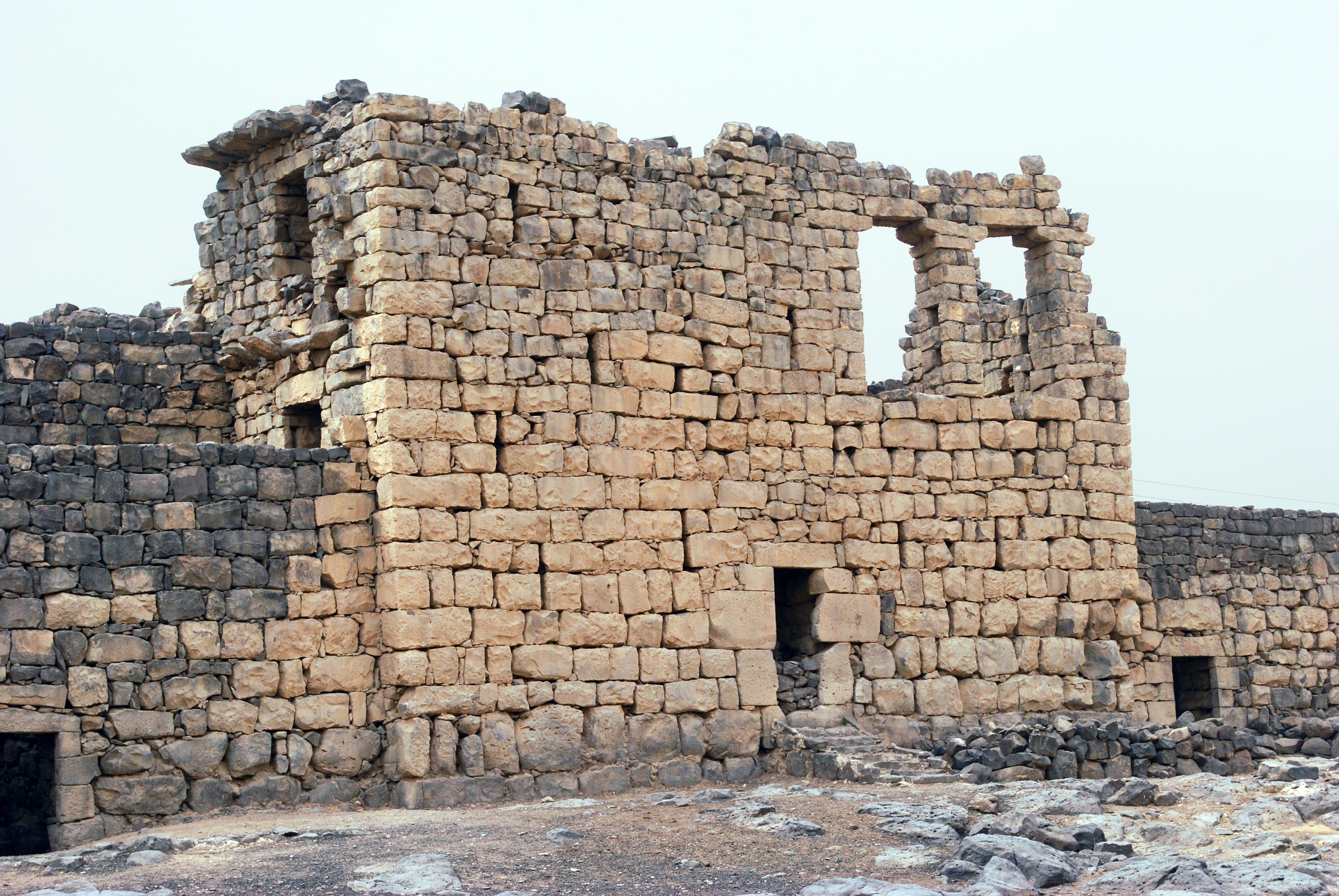
Die ursprüngliche Principia. Viele bauliche Veränderungen lassen sich ablesen; zumindest die unteren Steinlagen stammen wohl noch aus römischer Zeit (Zustand 2010)

Trotz der jahrhundertelangen Veränderungen an der Anlage haben zumindest die unteren Schichten aus großen Basaltblöcken die ursprüngliche Form des Kastells offensichtlich weitgehend bewahrt. Die britische klassische Archäologin Shelagh Gregory legte auf Grundlage eines zuvor erstellten Bestandsplans einen Rekonstruktionsvorschlag der Anlage vor, der die ursprünglichen konstruktiven Elemente deutlich erklärt. Das spätrömische Kastell besaß den bis heute sichtbaren, annähernd quadratischen Grundriss, umfasste 79 × 72 Meter (= 0,57 Hektar) und orientiert sich mit seinen vier Flankierungstürmen fast genau nach den Haupthimmelsrichtungen. Diese vier Türme folgten einem rechteckigen Entwurf, waren 6/6,5×8/9,5 Meter groß und sprangen rund einen Meter aus dem Verband der Umfassungsmauer hervor. Die nördliche Kurtine wurde mittig durch einen rechteckigen Zwischenturm geteilt. An der Ostflanke sowie im Südwesten gab es je einen Zugang, der von je zwei Tortürmen flankiert wurde. Südlich des nördlichen Eckturms bestand nach Gregorys Forschungen eine Schlupfpforte (Raum 19c). Ein großes rechteckiges Gebäude, das oft als Praetorium (Wohnhaus des Kommandanten) bezeichnet wurde, korrekter Weise aber eher als Principia (Stabsgebäude) anzusehen ist, wurde mittig zwischen die beiden nordwestlichen Kurtinen eingefügt. Als Apsisgebäude springt diese Konstruktion mit ihrer Rückwand im Westen weit aus dem Verband der Umfassungsmauer hervor und besitzt noch zwei erhaltene Geschosse. Möglicherweise kann noch ein dritter Stock oder ein Flachdach rekonstruiert werden. Einige der Türme könnten sogar dreistöckig gewesen sein. Die entlang des vierseitigen, 65 × 60 Meter großen rechteckigen Zentralhofs rundum an die Kurtinen angebauten Raumfluchten waren zumindest im Westen wahrscheinlich zweigeschossig. Treppen beziehungsweise Treppenhäuser ermöglichten den Zugang zu den oberen Etagen der Türme und zur Principia. An der inneren Ostflanke führte eine weitere Treppe (Raum 27) abwärts zu einem Brunnen, der mit Wasser aus einem Reservoir gespeist wurde, das sich etwas weiter östlich, in geringer Entfernung zum Qasr, befand. Im zentralen Innenhof konnten Spuren von undatierten, gut gearbeiteten Fundamenten nachgewiesen werden. Gregory vermutete, dass dort zu irgendeinem Zeitpunkt ein Prestigebau gestanden haben könnte. Die meisten der erwähnten Bauteile lassen sich auch heute noch in der Fortifikation erkennen. Ansonsten hat sich die sichtbare Innenaufteilung der Räume allerdings erheblich verändert, spiegelt aber wahrscheinlich trotzdem weitgehend die ursprüngliche konzeptionelle Anordnung wider. Die großen Bereiche auf der Nordseite dienten als Stallungen.

#### Grabungsbefund

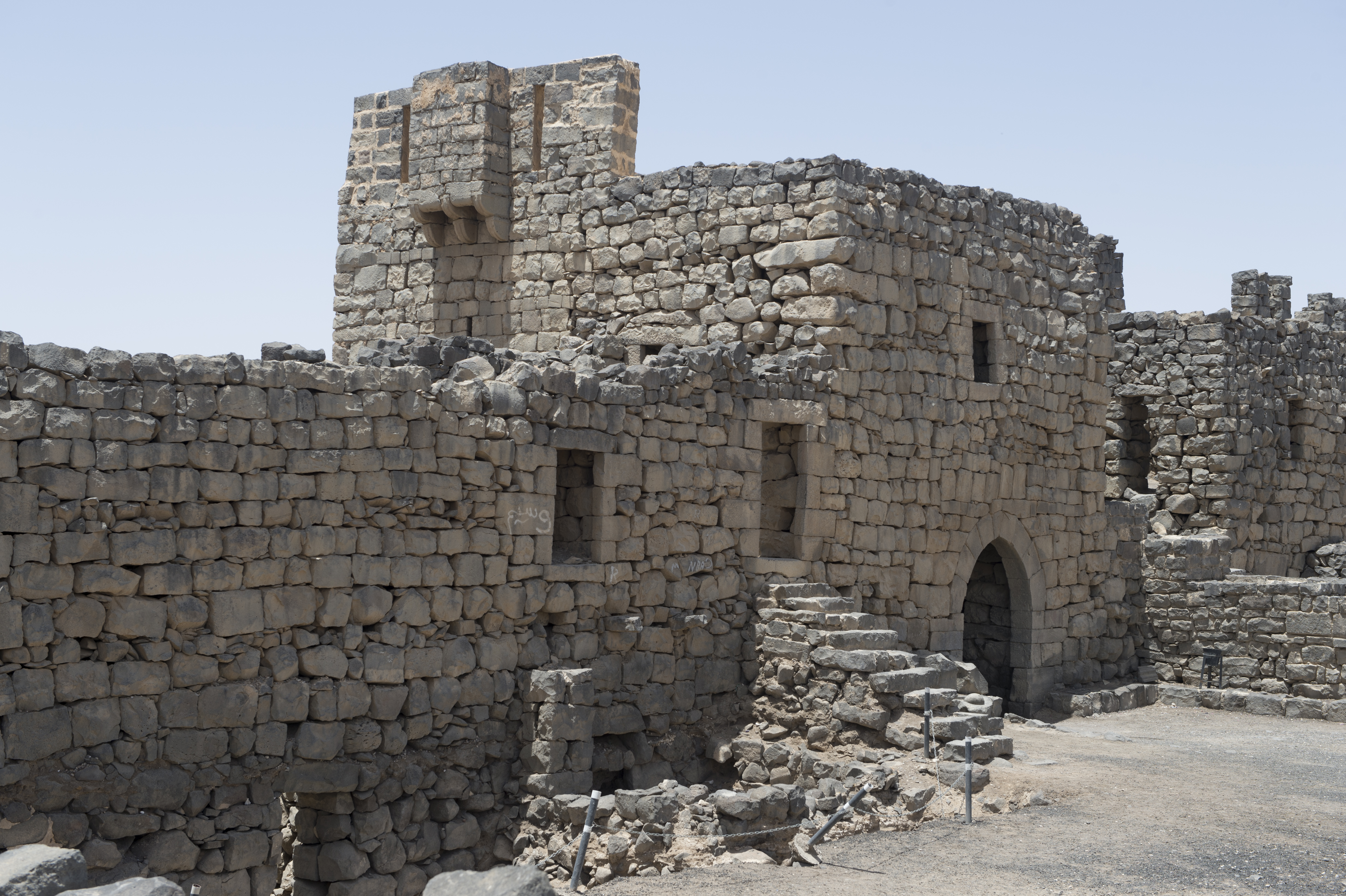
Im Vordergrund die bis 2008 nicht sichtbaren und unausgegrabenen, wesentlich unter dem heutigen Laufniveau liegenden antiken Zugänge zu den Innenräumen entlang der Umfassungsmauer

Bei den Restaurierungen und Ausgrabungen des Jahres 2008, die unter der Leitung des Archäologen Ahmad Lash vom Jordanischen Antikendienst stattfanden, wurde unter anderem an der Außenseite der 22,85 Meter langen nordwestlichen Kurtine (Mauer 22) – zwischen Principia und dem westlichen Eckturm – ein 2,30 Meter langer, 1,20 Meter breiter und 2,11 tiefer Schnitt angelegt, um die endgültige Tiefe der Mauerfundamente und die relative Lage des Anstehenden zu ermitteln, auf dem das Bauwerk errichtet worden ist. Anhand des Schnitts ließ sich die Stratigraphie der Umfassungsmauer deutlich ablesen. Neben einigen rezenten Ablagerungen waren in den älteren Strata Keramikfragmente der spätrömischen und byzantinischen Zeit eingebettet. In den untersten Schichten kamen prähistorische Funde des Mittelpaläolithikums zu Tage. Des Weiteren wurde im Zentralhof des Kastells der westöstliche Mauerzug im Süden der an die Wehrmauer angelehnten Innenbebauung von einem Eckturm zum anderen vollständig aufgedeckt. Seither sind die wesentlich tiefer liegenden originalen antiken Eingänge an dieser Stelle sichtbar. Es schien während der Grabungen so, als ob die ursprüngliche, westöstlich verlaufende Umfassungsmauer zumindest einmal in dem ergrabenen Bereich abgerissen wurde. Stattdessen entstand parallel neben die ursprünglichen Fundamente versetzt eine neue Mauer. Die eigentliche römische Wehrmauer aus teils bruchrauen, teils stärker und glatter zugerichteten Werksteinen wurde bei den Grabungen in Raum 45 auf einer Länge von 11,40 Metern erfasst, war in diesem Bereich – ähnlich wie am Qasr Bshir (dort 1,50 Meter) – 1,40 Meter breit und noch 1,80 bis 2,25 Meter hoch erhalten.
Als Ergebnis der Ausgrabungen konnte festgestellt werden, dass es während der Umayyadenzeit nur eine begrenzte Nutzung der Anlage gab. Hingegen gab es keine Anzeichen für nennenswerte nabatäische Siedlungsspuren. Die Römer errichteten ihre Garnison daher wohl auf einem bis dahin nicht genutzten Grund. Die Untersuchungen bestätigten auch die Mutmaßung, dass die antike Geländeoberkante auf der Ostseite des Kastells niedriger war, als dies heute der Fall ist. Das römerzeitliche Laufniveau lag in diesem Bereich bis zu 1,75 Meter unter dem modernen. Dies liegt daran, dass der Hügel, auf dem das Kastell errichtet wurde, nach Osten hin abfällt. Künftige archäologische Arbeiten werden daher an der Ostflanke wesentlich deutlichere architektonische Bauspuren vorfinden als an anderen Stellen in der Fortifikation, da dieses Areal noch mit gewachsenen Verfüllschichten bedeckt ist.

#### Datierung
Die offensichtlichste bauseitige Parallele zum Qasr findet sich im römischen Kastell Bourada in Numidien, heute Algerien. Die dortige Garnison ist ähnlich dimensioniert und besitzt ein ähnlich konstruiertes Apsisgebäude, das mit seiner Rückwand gleichfalls weit aus dem Verband der Umfassungsmauer heraussticht. Der Innenhof des Kastells Bourada wurde von einem großen Gebäude dominiert, das eine Badeanlage enthielt. Eventuell können so auch die von Gregory erwähnten Fundamente im Innenhof von Al-Azraq erklärt werden. Bourada ließ sich in die 330er Jahre datieren. Dieses Zeitfenster stimmt in etwa auch mit den verfügbaren Daten für den Qasr el-Azraq überein. In Ermangelung von umfassenden Ausgrabungen und damit einhergehenden stratifizierbaren Funden ist die bei Feldbegehungen aufgelesene Oberflächenkeramik ein wichtiger Faktor bei der Altersbestimmung. Das von Parker aufgelesene Fundgut reichte von der Eisenzeit bis zur osmanischen Besatzungszeit. Dabei zeigte sich ein konzentrierter Fundniederschlag im 3. und frühen 4. Jahrhundert n. Chr.; umgekehrt ließen sich keine Scherben aus dem späteren 4. bis frühen 7. Jahrhundert finden.
Von 154 Scherben konnte Parker bei seiner Untersuchung im Jahre 1976 insgesamt 71 näher untersuchen. Die chronologischen Perioden und Datierungen richten sich nach Parkers Darstellung von 2006.
| Anzahl | Zeitstellung                           | Bemerkung            |
| ------ | -------------------------------------- | -------------------- |
| 1      | Wandscherbe; eisenzeitlich             | ca. 1200–539 v. Chr. |
| 1      | Wandscherbe; spätrömisch III           | ca. 235–284 n. Chr.  |
| 34     | spätrömisch III bis frühbyzantinisch I | ca. 235–363 n. Chr.  |
| 7      | umayadisch                             | ca. 660–750 n. Chr.  |
| 2      | ayyubidisch-mameluckisch               | ca. 1174–1516        |
| 23     | osmanisch                              | 1516–1918            |
| 3      | modern                                 |                      |
| 1      | Wandscherbe; unbestimmt                |                      |

### Nachrömische Entwicklung

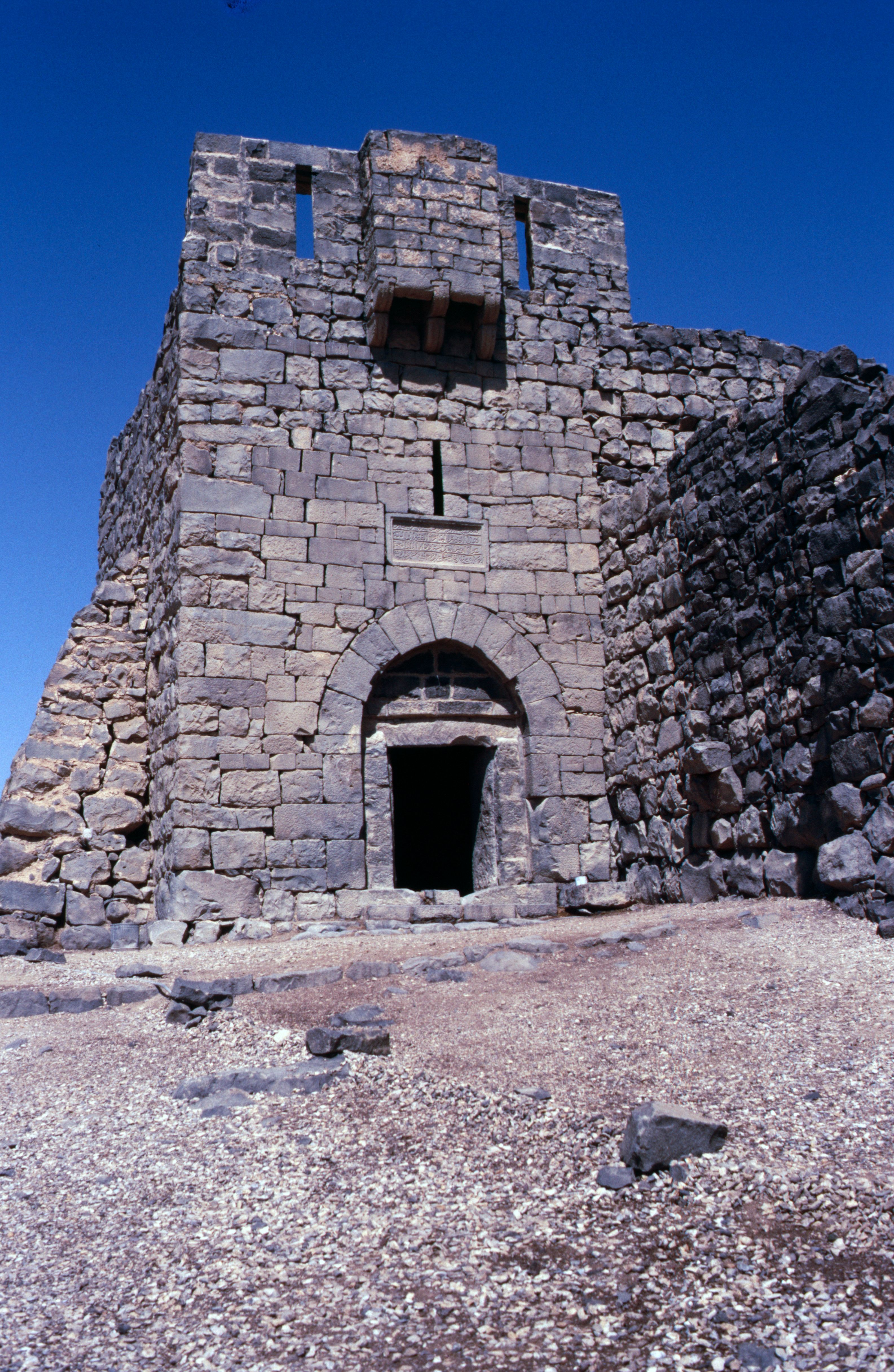
Der in islamischer Zeit vor einen römischen Torturm gesetzte Torbau im Süden der Anlage. Rechts die römisch-islamische Wehrmauer (Zustand 1988)

Während der Byzantinischen Ära war die Anlage neuen Bedingungen angepasst worden. Dies blieb auch nach der Islamischen Eroberung der Levante und der folgenden Dynastie der Umayyaden (661–750) so. Zu dieser Zeit hatte Al-Azraq seine militärische Bedeutung weitgehend eingebüßt. Der muslimische Geschichtsschreiber Ibn al-Athīr (1160–1233) erwähnte indirekt die Inbeschlagnahme und Transformation des verlassenen Kastells während der Herrschaft des elften Kalifen der Umayyaden, Al-Walid II. (743–744), der mehrere Bauprojekte in der Syrischen Wüste anstieß, darunter auch die Neunutzung römischer Militärbauten. Dem nachfolgenden, religiös konservativen Abbasiden-Kalifat, das die weltlichere Herrschaft der Umayyaden gewaltsam ablöste, folgten die Ayyubiden und Mamluken. In ihrer Zeit nahm die militärische und strategische Bedeutung von Transjordanien im Allgemeinen und von Al-Azraq im Besonderen wieder zu. Die Ayyubiden nutzten das Kastell während ihrer Angriffe gegen die Besetzung Palästinas und Südjordaniens durch die Kreuzritter, die für Muslime eine Bedrohung der Fernverbindungen zwischen Ägypten und Syrien sowie für die Pilgerstraße zwischen Damaskus und Mekka darstellten. Während der Mameluckenzeit nahm die Existenzbedrohung ihres Herrschaftsgebiets durch die Kreuzfahrer weiter zu. Insbesondere als die Mongolen in Abstimmung mit den Kreuzrittern begannen, auf ihrem Weg nach Ägypten in Richtung Irak und Syrien vorzustoßen. In diesem Zusammenhang ordnete der Mameluck und ägyptische Sultan Izz ad-Din Aibak († 1257) im Jahre 1236 die Wiederherstellung und Umgestaltung des Kastells an. Das heutige Tor führt durch einen damals errichteten Turm, an dessen Stirnseite sich eine arabische Inschrift befindet, die den Bau der „Burg“ für das Jahr 1236 n. Chr. belegt. Das Tor dieser Anlage lässt sich noch heute durch eine massive schwenkbare Granitplatte öffnen. In der hinter dem Zugang eingerichteten Vorhalle lassen sich noch in den Boden eingeritzte Reste eines römischen Brettspiels erkennen. Bei weitgehender Bewahrung dieses Erscheinungsbilds wird die Anlage heute als sogenanntes „Wüstenschloss“ bezeichnet.
Im 16. Jahrhundert errichteten die Osmanen in der Fortifikation eine Garnison und während des Ersten Weltkriegs, im Winter 1917/1918, nutzte der britische Offizier Lawrence von Arabien (1888–1935) mit seinem Verbündeten, dem haschimitischen Prinzen Ali bin Hussein (1879–1935) das Kastell als Stützpunkt für sein Engagement während des Arabischen Aufstands (1916–1918) gegen die Osmanen und ihre Verbündeten. Längerfristig besiedelt wurde die Anlage jedoch erst wieder in den 1920er Jahren, als sich drusische Flüchtlinge, mit dem Scheitern der Syrischen Revolution (1925–1927) gegen das französische Völkerbundmandat für Syrien und Libanon im Kastell niederließen. Ihre Eingriffe in die allgemeine Bausubstanz sowie insbesondere die erheblichen Beschädigungen an Teilen der römischen Befunde sind bis heute sichtbar. In neuerer Zeit haben auch Maßnahmen, die eher dem Tourismus dienen, zu Veränderungen geführt.

Nachrömische Bauteile
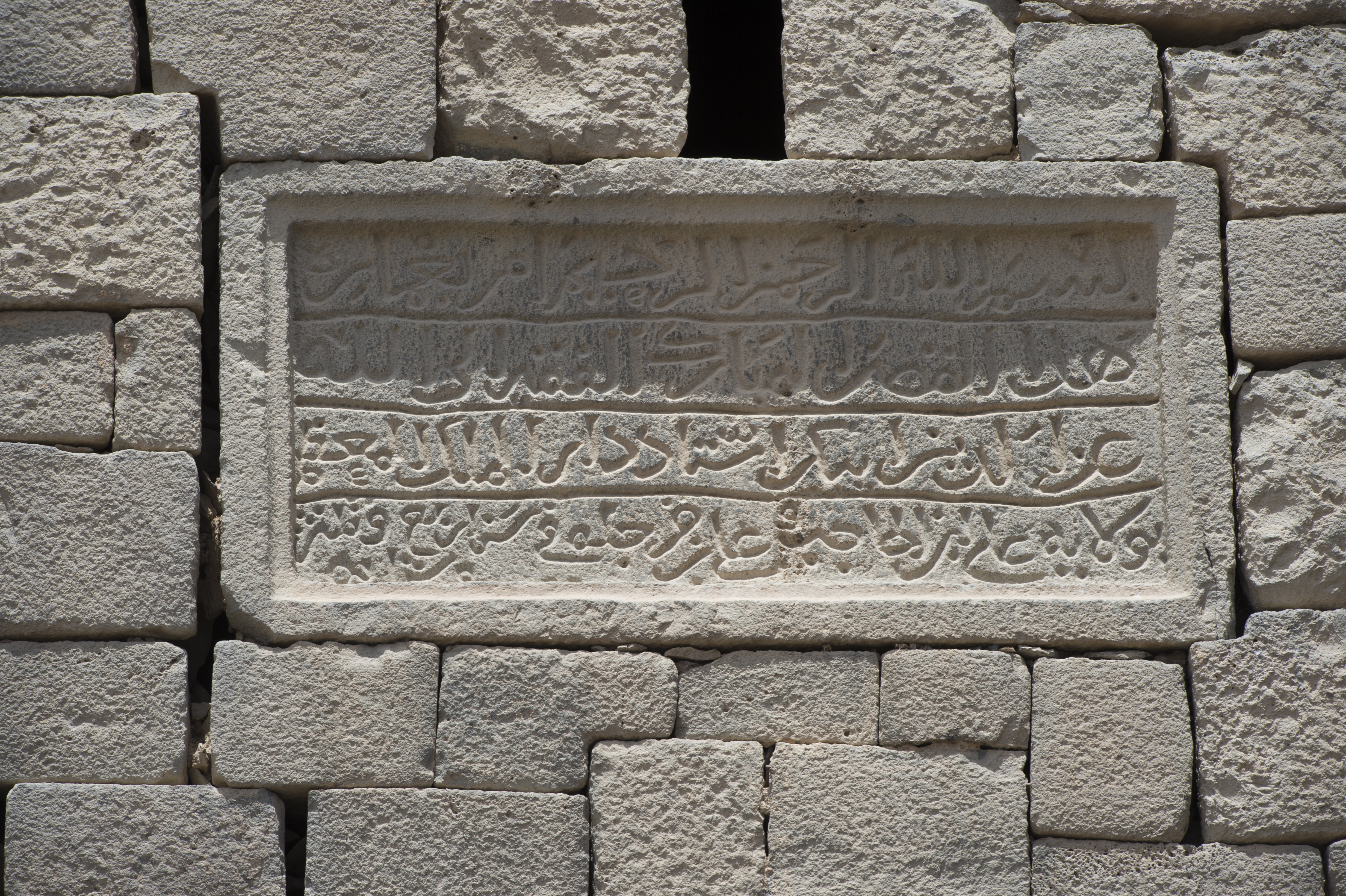
Die Bauinschrift aus dem Jahr 1237
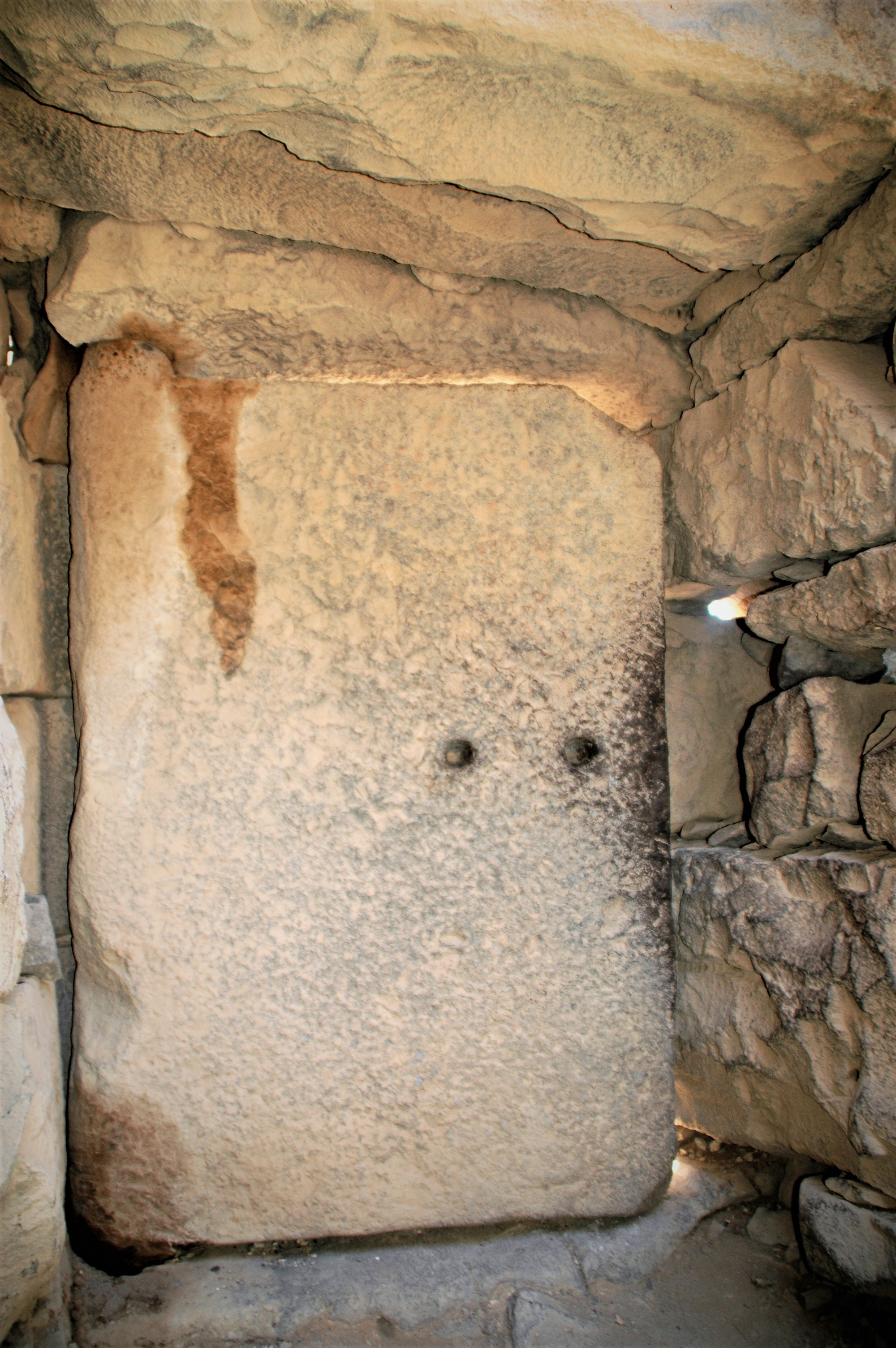
Eine steinerne Türe von Innen
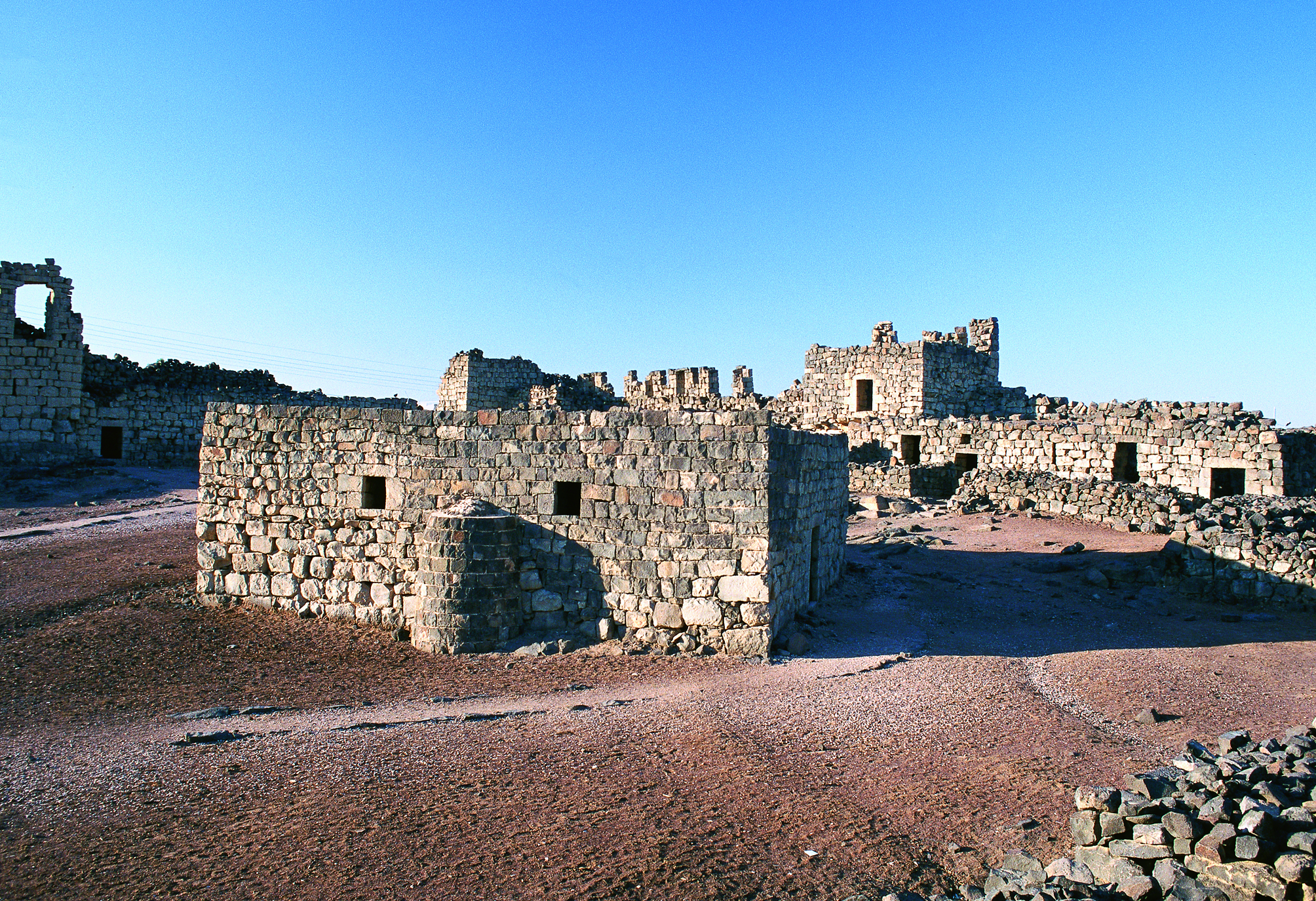
Die kleine Moschee im zentralen Innenhof

## Vorderer Limesverlauf zwischen Qasr al-Azraq und dem Kleinkastell Qasr el-Uweinid
| Name/Ort                     | Beschreibung/Zustand |
| ---------------------------- | --- |
| Qasr al-Azraq                | siehe oben |
| Azraq Shishan                | Die heute noch teilweise sichtbaren und bekannten archäologisch relevanten Strukturen befinden sich rund 5,35 Kilometer südlich des Qasr al-Azraq im südlichen Ortsteil von Al-Azraq. Der dort im Westteil des Azraq-Feuchtgebietreservats gelegene große Speichersee und die langen Mauern, welche einen Teil der Teiche und der sumpfigen Zone umschließen, sind höchstwahrscheinlich frühislamisch. Gleiches gilt auch für Baureste westlich des Beckens, die heute unter dem modernen Dorf begraben sind. Nach Kennedy wäre es jedoch unvorstellbar, dass die bedeutenden Wasservorräte an diesem Ort in der Severerzeit und später nicht zumindest von einem Detachement aus dem Qasr el-Azraq bewacht worden sind. Vielleicht waren sie in einer kleinen rechteckigen Garnison untergebracht. Ein Luftbild aus dem Jahr 1927 zeichnet entsprechend mögliche Umrisse nach. Neuere Luftbilder zeigen, dass diese Struktur erst ab 2015 ohne archäologische Untersuchungen weitgehend überbaut wurde. |
| Kleinkastell Qasr el-Uweinid | → Hauptartikel : Kleinkastell Qasr el-Uweinid [ 67 ] |